# Зійшлися дороги
«Зійшлися дороги» — радянський художній фільм 1987 року, знятий режисером Артиком Суюндуковим на кіностудії «Киргизфільм».

## Сюжет
За мотивами однойменної повісті О. Айтімбетова. Щоб побудувати будинок і прогодувати сім'ю, Делес пішов у гірські стійбища чабаном. Різноманітними обіцянками та спокусами місцеві ділки поступово підключили Делеса до своїх махінацій — і молодий чабан дуже скоро збудував величезний будинок, купив машину, знайшов достаток і втратив сім'ю.

## У ролях
- Калик Акматов — Делес (дублював В'ячеслав Захаров)
- Світлана Чебодаєва-Чаптикова — Джамал (дублювала Світлана Гайтан)
- Аліман Джангорозова — мати Делес (дублювала Любов Малиновська)
- Мухтар Бахтигерєєв — Курман (дублював Анатолій Азо)
- Акилбек Абдикаликов — Осмон (дублював Герман Колушкін)
- Нуржуман Іхтимбаєв — Муса (дублював Микола Федорцов)
- Єрсаїн Телеубаєв — Арзибек (дублював Валерій Козинець)
- Дюйшен Байтобетов — Касим (дублював Станіслав Фесюнов)
- Бекін Сейдакматов — епізод
- Кумболот Досумбаєв — епізод
- Мурат Мамбетов — епізод

## Знімальна група
- Режисер — Артик Суюндуков
- Сценарист — Артик Суюндуков
- Оператор — Кадиржан Кидиралієв
- Композитор — Віктор Кисін
- Художник — Олексій Макаров